# Е. Бернет
Е. Берне́т (псевдоним, настоящее имя Алекса́ндр (Алексе́й) Кири́ллович Жуко́вский; 1810—1864) — русский поэт и прозаик.

## Биография
Происходил из дворянского рода Жуковских. Родился 10 (22) сентября 1810 года в Пензе в небогатой семье беспоместного дворянина, закончившего свою служебную карьеру незначительной должностью секретаря губернского суда в Царицыне. Мать — Елизавета Ивановна, урождённая Тутчек. Начальное образование Жуковский получил в уездном царицынском училище, затем, когда семья переехала в Саратов, был определён в местную гимназию, которую посещал в течение 1822—1827 годов. Не окончив гимназического курса, поступил в 1827 году в конную артиллерию фейерверкером. Участвовал в турецкой кампании 1828—1829 гг. и в подавлении польского восстания. В отставку вышел в апреле 1836 года в чине ротмистра. Поселился в Петербурге, где в 1837 году поступил на службу в департамент государственного казначейства, секретарём секретной комиссии. Через своего сослуживца, поэта В. Г. Бенедиктова, Жуковский вошёл в литературные круги столицы.
Публиковаться начал в 1837 году, в «Современнике», «Литературных прибавлениях к Русскому инвалиду» и «Библиотеке для чтения». Дебют Бернета был удачен, издатель «Библиотеки» Сенковский поспешил произвести его в гении, даже Белинский назвал поэзию Бернета «благоухающей ароматным цветом прекрасной внутренней жизни». По оценке словаря Брокгауза и Ефрона, «эта поэзия — бледный романтизм, облечённый в красивые, но холодные стихи, с правильными, но утомительными, незвучными приёмами. Основной недостаток Жуковского — его многословие, в котором расплывались действительно поэтические образы». По оценке А. С. Немзера, Бернет — «ярко выраженный романтик послепушкинского периода», ориентирующийся на стиль Гюго, его «лиризм создаёт впечатление незавершённости текста», а к 1843 обозначилась «внутренняя исчерпанность несомненного дарования».
Слава Бернета-Жуковского жила недолго: он спустился из толстых журналов в альманахи и журнальчики, избегая подписываться даже своим нашумевшим псевдонимом. Бернет написал очень много больших поэм («Перля, дочь банкира Мостиеха», «Чужая невеста», «Луиза Лавальер», «Граф Мец», «Елена», «Вечный Жид» и другие) и стихотворений (отдельное издание, СПб., 1837). Писал также и повести в прозе. Его попытка вернуться в литературу в конце 1850-х годов оказалась неудачной; по сведениям некрологов, на его похоронах писателей не было.
В конце жизни был вице-директором департамента государственного казначейства. Умер 8 (20) декабря 1864 года в Санкт-Петербурге. Похоронен на Никольском кладбище Александро-Невской лавры.

## Рекомендуемая литература
- РГБ Фонд 31. Бернет Е.